# Branchiocerianthus mirabilis
Branchiocerianthus mirabilis är en nässeldjursart som först beskrevs av Eberhard Stechow 1921.  Branchiocerianthus mirabilis ingår i släktet Branchiocerianthus och familjen Corymorphidae. Inga underarter finns listade i Catalogue of Life.